# Eupatorium commersonii
Eupatorium commersonii là một loài thực vật có hoa trong họ Cúc. Loài này được (Cass.) Hieron. mô tả khoa học đầu tiên năm 1897.